# Sefton D. Temkin
Sefton David Temkin (geboren 7. Juni 1917 in Manchester; gestorben 19. Dezember 1996 in Liverpool) war ein britisch-US-amerikanischer Historiker.

## Leben
Sefton Temkin studierte Rechtswissenschaft und Geschichte an der University of Liverpool und graduierte 1936 mit einem LLB und 1938 einem M.A. in Geschichte. Er arbeitete ab 1939 als Jurist und wurde 1952 als Barrister zugelassen. Er lehrte für zwei Jahre Jura und Politische Wissenschaften am Flintshire Technical College. Temkin engagierte sich in der jüdischen Gemeinde und war von 1943 bis 1951 in London Sekretär der Anglo-Jewish Association. 
Temkin erhielt 1959 bis 1963 eine Fellowship am Hebrew Union College, wurde 1965 mit einer Dissertation über den Reformrabbiner Isaac Mayer Wise promoviert und blieb dann in den USA. Er nahm Lehraufträge an der University of Cincinnati wahr, hatte 1967/68 eine Gastdozentur an der Boston University und erhielt 1970 eine Professur für Jüdische Geschichte an der State University of New York at Albany. 
Temkin war Mitglied der American Historical Association, der American Jewish Historical Society, der Jewish Historical Society of England und des YIVO. Er schrieb mehrere Artikel für die Encyclopaedia Judaica.  
Temkin starb auf einer Besuchsreise in seinen Heimatort.

## Schriften (Auswahl)
- Isaac Mayer Wise, 1819–1875. Dissertation, ms. Cincinnati, 1964
- Creating American Reform Judaism. The life and times of Isaac Mayer Wise. London : Littman Library of Jewish Civilization, 1998, ISBN 1-874774-45-5
- His own Torah. Felix A. Levy memorial volume. New York : Jonathan David Publishers, 1969
- (Hrsg.): The new world of Reform: containing the proceedings of the conference of Reform rabbis held in Philadelphia in November 1869. Vorwort Jakob Josef Petuchowski. Bridgeport : Hartmore House, 1974